# Ernesto Villegas (actor)
Ernesto Villegas (n. Buenos Aires, Argentina; 1916 - Ibídem;  1978) fue un actor argentino de cine, radio, teatro y televisión.

## Carrera
El actor Ernesto Villegas fue un popular actor cómico de reparto argentino de amplia trayectoria en el medio cinematográfico. Se inició en la época de oro con el film Melodías porteñas en 1937, junto con Rosita Contreras, Enrique Santos Discépolo, Marcos Caplán, Ernesto Raquén y Amanda Ledesma. Con su imagen extremadamente delgada y su rostro característico filmó a lo largo de su carrera en más de 27 películas y decenas de radioteatros.
En teatro conformó el primer elenco del Teatro Cómico en 1927, formando parte de la Compañía de Comedias y Sainetes Luis Arata con Berta Gangloff, Froilán Varela, Emma Bernal, Leonor Rinaldi, Juan Vítola, Mercedes Delgado, Blanca Crespo, María Casenave, Delia Prieto, Carmen Villegas, Marcelo Ruggero, Juan Fernández, Ignacio Corsini, Carlos Rosingana, Jorge Gangloff, Enrique Duca y Alberto Fregolini. Con esta compañía estrenó en 1928 la obra Stéfano.
En la pantalla chica se lo pudo ver en Miércoles a huella eterna en 1954 junto a Jorge Lanza, Adriana Alcock y Carlos Cotto, y en el Ciclo de teatro policial en 1956, en el episodio Veneno, junto a Alba Castellanos, Luis Rodrigo y Pedro Buchardo.
Villegas también se desempeñó como miembro de la Asociación Argentina de Actores en 1967, junto con el también actor Jesús Pampín.
El actor Ernesto Villegas murió tras una grave enfermedad durante  1978. Sus restos descanasan en el Panteón de la Asociación Argentina de Actores del Cementerio de la Chacarita.

## Filmografía
- 1958: Hay que bañar al nene
- 1956: El tango en París
- 1954: Desalmados en pena
- 1954: Su seguro servidor
- 1950: Cinco grandes y una chica
- 1950: La doctora Castañuelas
- 1949: Otra cosa es con guitarra
- 1948: Una atrevida aventurita
- 1947: Con el diablo en el cuerpo
- 1945: Las seis suegras de Barba Azul
- 1945: Santa Cándida
- 1945: El canto del cisne
- 1944: Se rematan ilusiones
- 1942: Así te quiero
- 1941: El hermano José
- 1941: Fortín Alto
- 1940: Ha entrado un ladrón
- 1940: Flecha de oro
- 1940: Confesión
- 1939: Giácomo
- 1939: Oro entre barro
- 1938: La vuelta al nido
- 1938: Adiós Buenos Aires
- 1938: Senderos de fe
- 1938: El último encuentro
- 1938: La estancia del gaucho Cruz
- 1937: Melodías porteñas[3]